# 데이비드 최 (화가)
데이비드 최(영어: David Choe, 1976년 4월 21일 ~ )는 미국의 화가이다.